# Baileyville (Kansas)
Baileyville – jednostka osadnicza w Stanach Zjednoczonych, w stanie Kansas, w hrabstwie Nemaha.